# Machscher Knoten

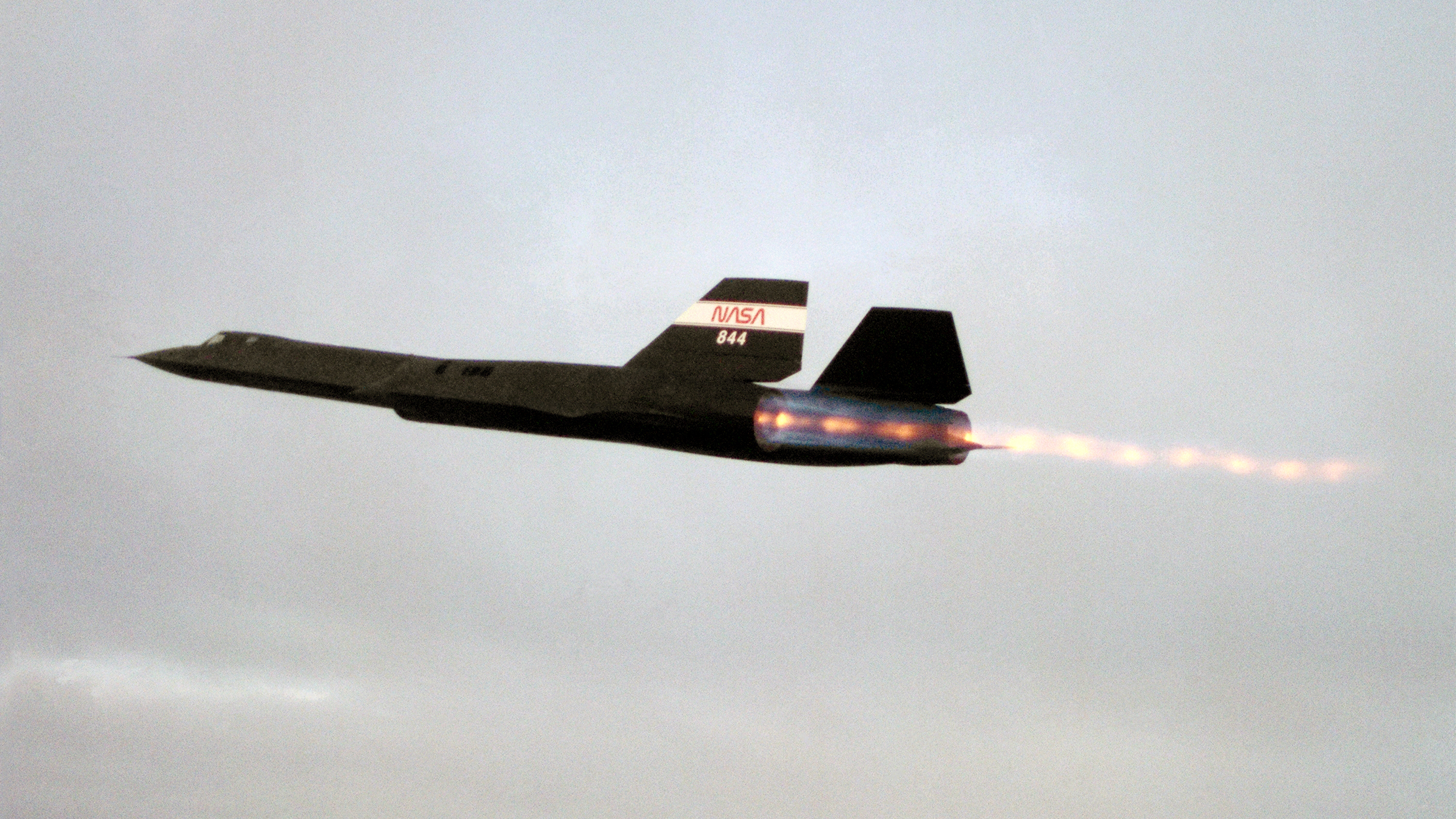
Mach’sche Knoten im Abgasstrahl einer Lockheed SR-71

Mach’sche Knoten, auch Mach-Diamanten, Mach-Scheiben, Mach-Ringe, Schockdiamanten oder Schubdiamanten, sind eine sichtbare Formation stehender Wellenmuster in Gasen, wie sie zum Beispiel im überschallschnellen Schubstrahl von Raketen- und Düsentriebwerken sowie von Staustrahltriebwerken auftreten. Sie sind nach dem Physiker Ernst Mach benannt, der sie zuerst beschrieben hat. Die Bezeichnung „Diamant“ ist auf eine Fehlübersetzung des englischen Begriffs „diamond“ für „Raute“ zurückzuführen.
Das Phänomen tritt auch beim Hochgeschwindigkeits-Flammspritzen auf.

## Entstehung von Mach-Diamanten

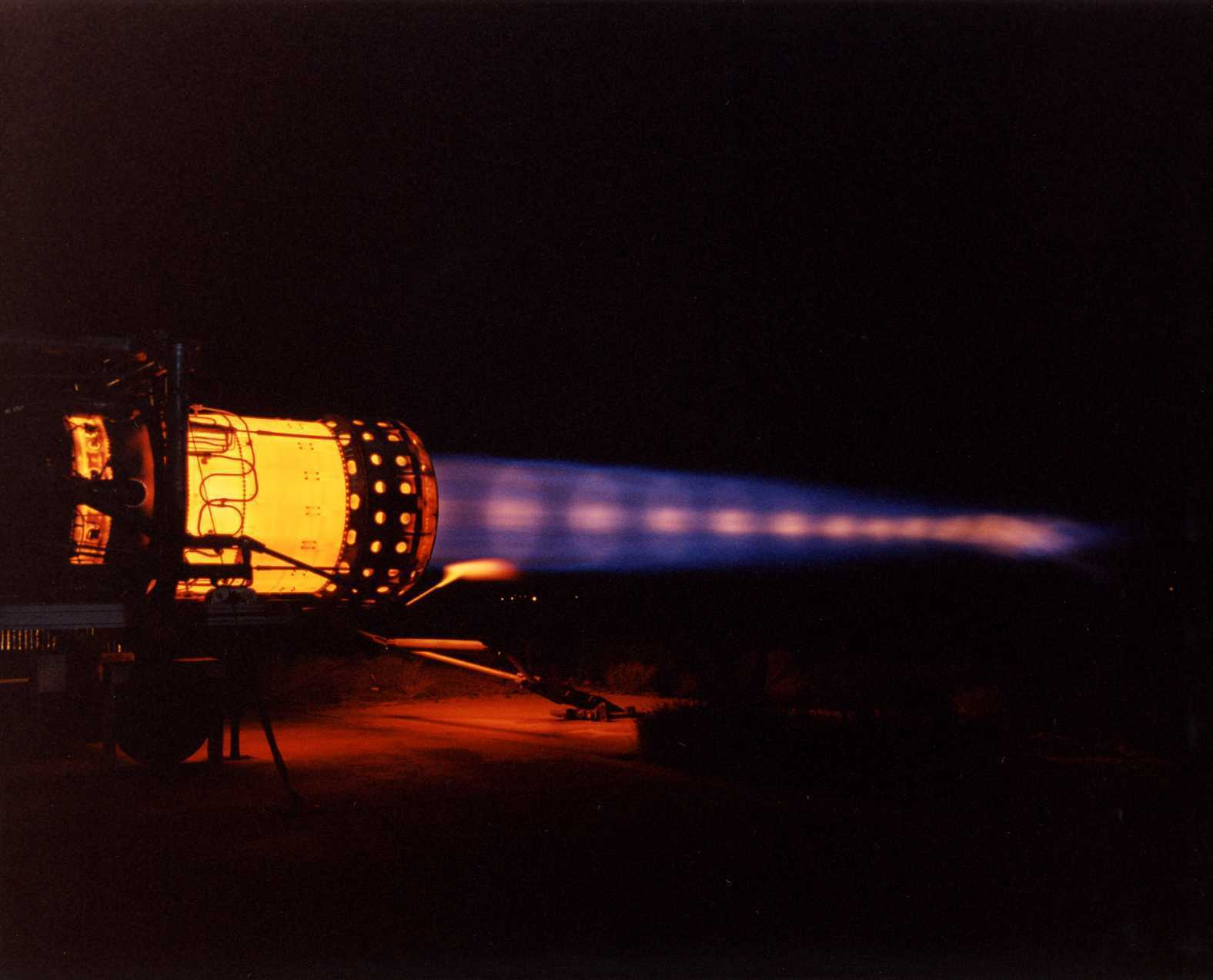
Nachbrenner eines Triebwerks vom Typ Pratt & Whitney J58

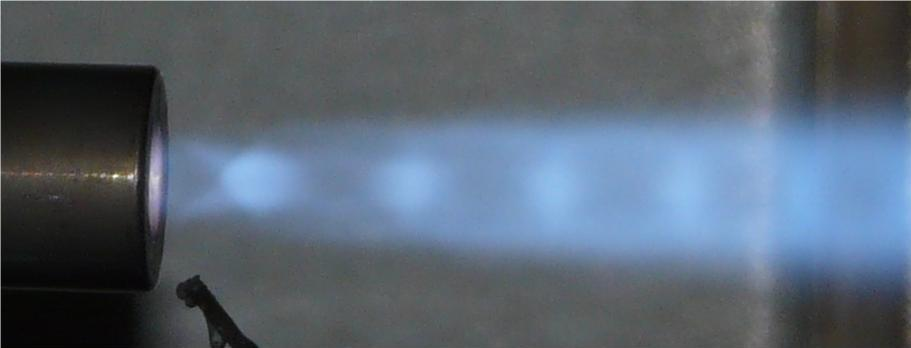
Expandierender überschallschneller Heißgasstrahl mit Verdichtungsstößen eines HVOF-Brenners

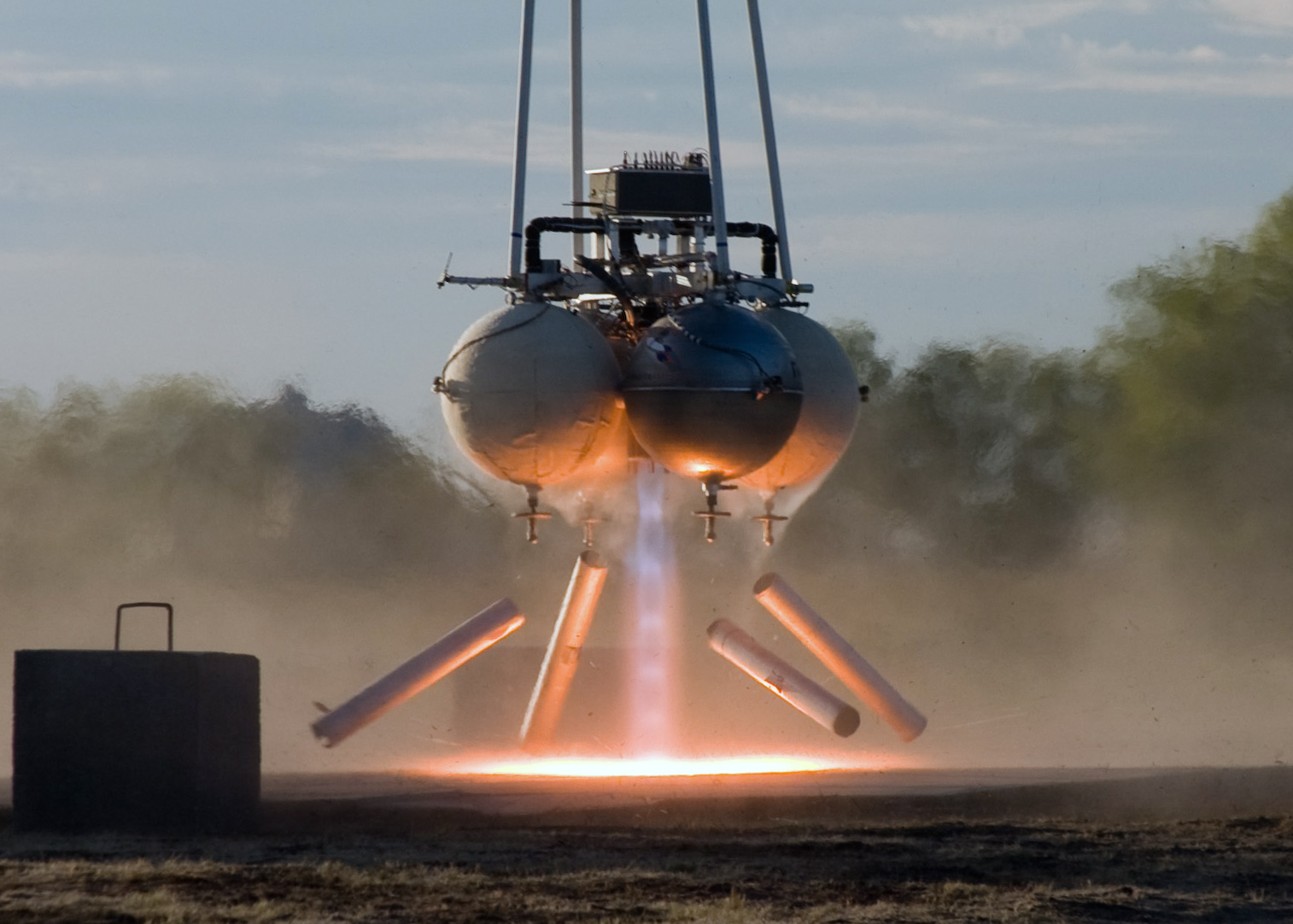
Schubstrahl des Pixel von Armadillo Aerospace

Stoßdiamanten bilden sich, wenn das Überschallabgas aus einer Treibdüse leicht überdehnt wird, d. h. der statische Druck der aus der Düse austretenden Gase ist geringer als der Umgebungsluftdruck. Durch den höheren Umgebungsdruck wird die Strömung komprimiert, und da der daraus resultierende Druckanstieg im Abgasstrom adiabatisch ist, führt eine Verringerung der Geschwindigkeit zu einer erheblichen Erhöhung der statischen Temperatur. Die Überdehnung des Abgases erfolgt in der Regel in niedrigen Höhen, wo der Luftdruck höher ist.
Beim Austritt aus der Düse wird die Strömung durch den Umgebungsluftdruck komprimiert. Die externe Kompression wird durch schräge Stoßwellen verursacht, die in einem Winkel zur Strömung stehen. Die komprimierte Strömung wird abwechselnd durch Prandtl-Meyer-Expansionsfächer expandiert, und jeder „Diamant“ wird durch die Paarung eines schrägen Stoßes mit einem Expansionsfächer gebildet. Wenn die komprimierte Strömung parallel zur Mittellinie verläuft, bildet sich eine Stoßwelle senkrecht zur Strömung, die als normale Stoßwelle oder Mach-Scheibe bezeichnet wird. Hier befindet sich der erste Stoßdiamant, und der Raum zwischen ihm und der Düse wird als „Zone der Ruhe“ bezeichnet.
Wenn das Abgas die normale Stoßwelle durchläuft, erhöht sich seine Temperatur, wodurch der überschüssige Kraftstoff entzündet wird und das Glühen entsteht, das die Stoßdiamanten sichtbar macht. Die beleuchteten Bereiche erscheinen entweder als Scheiben oder als Diamanten, was ihnen ihren Namen gibt.
Schließlich dehnt sich die Strömung so weit aus, dass ihr Druck wieder unter den Umgebungsdruck sinkt, woraufhin der Expansionsfächer an der Kontaktdiskontinuität (dem äußeren Rand der Strömung) reflektiert wird. Die reflektierten Wellen, die als Kompressionsfächer bezeichnet werden, bewirken, dass sich die Strömung komprimiert. Wenn der Kompressionsfächer stark genug ist, bildet sich eine weitere schräge Stoßwelle, die eine zweite Mach-Scheibe und einen Stoßdiamanten erzeugt. Das Muster aus Scheiben und Rauten würde sich unbegrenzt wiederholen, wenn die Gase ideal und reibungsfrei wären; die turbulente Scherung an der Kontaktdiskontinuität führt jedoch dazu, dass sich das Wellenmuster mit der Entfernung auflöst.
Ähnlich können sich Rautenmuster bilden, wenn eine Düse unterexpandiert ist (Austrittsdruck höher als der Umgebungsdruck), und zwar bei niedrigerem atmosphärischem Druck in größeren Höhen. In diesem Fall bildet sich zuerst der Expansionsfächer und dann der Schrägstoß.